# Hersilia (spindel)
Hersilia är ett släkte av spindlar. Hersilia ingår i familjen Hersiliidae. Släktet omfattar cirka 70 arter.

## Arter
- Hersilia albicomis
- Hersilia albinota
- Hersilia albomaculata
- Hersilia aldabrensis
- Hersilia alluaudi
- Hersilia arborea
- Hersilia asiatica
- Hersilia australiensis
- Hersilia baforti
- Hersilia baliensis
- Hersilia bifurcata
- Hersilia bubi
- Hersilia carobi
- Hersilia caudata
- Hersilia clarki
- Hersilia clypealis
- Hersilia deelemanae
- Hersilia eloetsensis
- Hersilia facialis
- Hersilia feai
- Hersilia flagellifera
- Hersilia furcata
- Hersilia hildebrandti
- Hersilia igiti
- Hersilia impressifrons
- Hersilia incompta
- Hersilia insulana
- Hersilia jajat
- Hersilia kerekot
- Hersilia kinabaluensis
- Hersilia lelabah
- Hersilia longbottomi
- Hersilia madagascariensis
- Hersilia madang
- Hersilia mainae
- Hersilia martensi
- Hersilia mboszi
- Hersilia mimbi
- Hersilia mjoebergi
- Hersilia moheliensis
- Hersilia montana
- Hersilia mowomogbe
- Hersilia nentwigi
- Hersilia nepalensis
- Hersilia novaeguineae
- Hersilia occidentalis
- Hersilia okinawaensis
- Hersilia pectinata
- Hersilia pungwensis
- Hersilia sagitta
- Hersilia savignyi
- Hersilia scrupulosa
- Hersilia selempoi
- Hersilia sericea
- Hersilia setifrons
- Hersilia sigillata
- Hersilia simplicipalpis
- Hersilia striata
- Hersilia sumatrana
- Hersilia sundaica
- Hersilia taita
- Hersilia taiwanensis
- Hersilia tamatavensis
- Hersilia tenuifurcata
- Hersilia tibialis
- Hersilia vanmoli
- Hersilia vicina
- Hersilia vinsoni
- Hersilia wellswebberae
- Hersilia wraniki
- Hersilia xinjiangensis
- Hersilia yaeyamaensis
- Hersilia yunnanensis